# Exochorda
Exochorda là một chi thực vật có hoa trong họ Hoa hồng.